# Gyrovalvulina
Gyrovalvulina es un género de foraminífero bentónico de la subfamilia Valvulininae, de la familia Valvulinidae, de la superfamilia Eggerelloidea, del suborden Textulariina y del orden Textulariida. Su especie tipo es Valvulina columnatortilis. Su rango cronoestratigráfico abarca desde el Luteciense (Eoceno medio) hasta el Bartoniense (Eoceno medio).

## Discusión
Clasificaciones previas incluían Gyrovalvulina en la superfamilia Textularioidea.

## Clasificación
Gyrovalvulina incluye a las siguientes especies:
- Gyrovalvulina chapmani †
- Gyrovalvulina columnatortilis †
- Gyrovalvulina ocalana †
- Gyrovalvulina pupa †
- Gyrovalvulina rugidia †